# 鶴泊駅
鶴泊駅（つるどまりえき）は、青森県北津軽郡鶴田町大字鶴泊字梅林（うめばやし）にある東日本旅客鉄道（JR東日本）五能線の駅である。

## 歴史

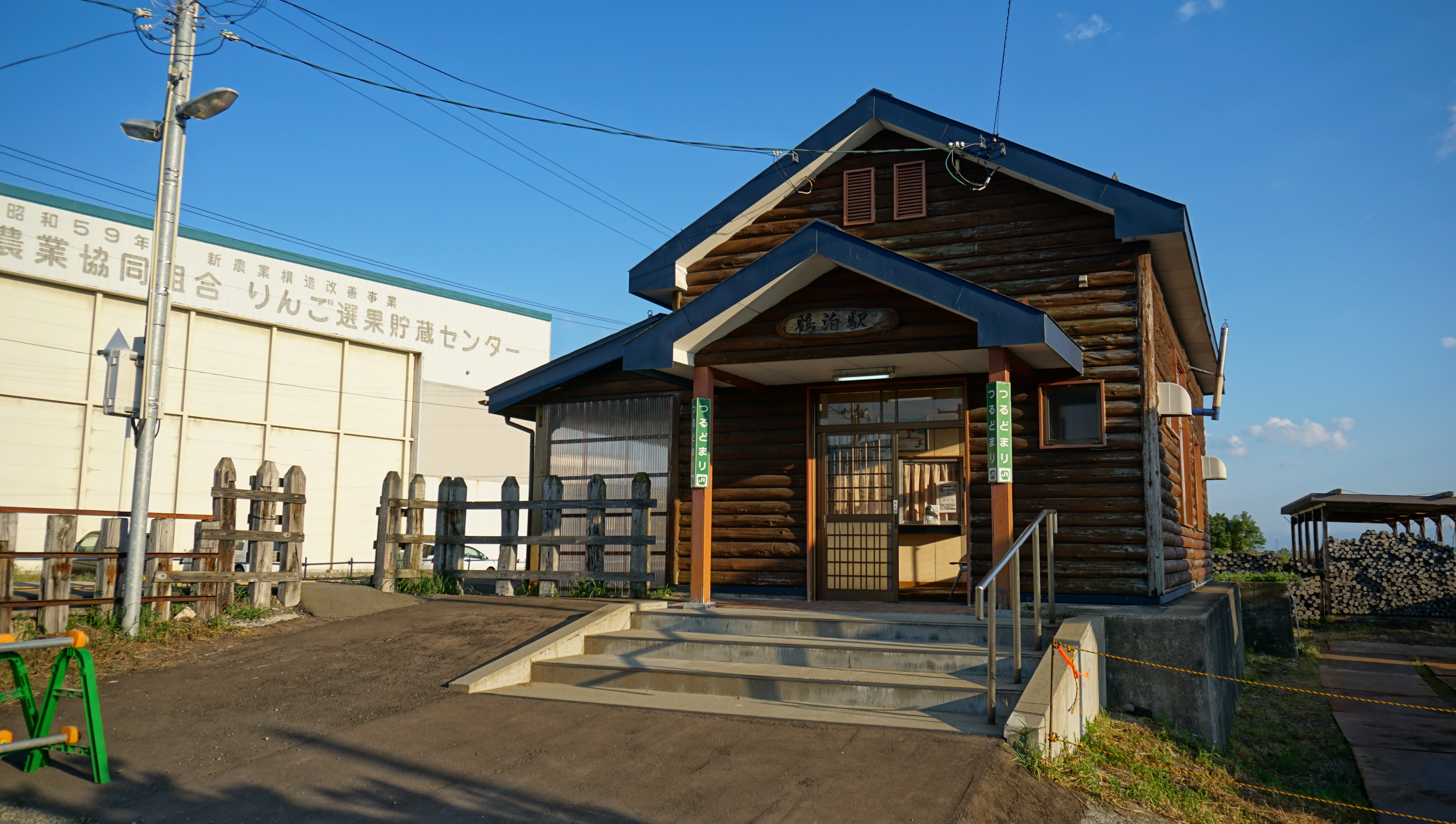
旧駅舎（2019年9月）

- 1918年（大正7年）9月25日：開業[3]。当時の住所は、北津軽郡六郷村大字野中字梅林93番2号[5]。
- 1971年（昭和46年）
  - 10月1日：荷物の扱いを廃止[6]。旅客の取扱については駅員無配置駅となる[7]。
  - 12月1日：貨物の取り扱いを廃止[3]。完全に無人駅となる[8]。
- 1972年（昭和47年）1月15日：鶴田町と国鉄秋田鉄道管理局との協議が整い、保安農業協同組合[注 1]による一部の旅客窓口の業務を開始[9]。
- 1987年（昭和62年）4月1日：国鉄分割民営化により、JR東日本の駅となる[3]。
- 2015年（平成27年）4月1日：乗車券委託販売（簡易委託）の受託を解除し、終日無人化[4]。
- 2019年（令和元年）9月上旬：駅舎老朽化のため、駅舎を取り壊し。仮駅舎を設置し、同月中旬から営業を開始[10]。
- 2020年（令和2年）3月13日：新駅舎の供用を開始[11]。なお、当初新駅舎は2019年（令和元年）12月中旬に完成予定だった[10]。
- 2024年（令和6年）10月1日：えきねっとQチケのサービスを開始[1][12]。

## 駅構造

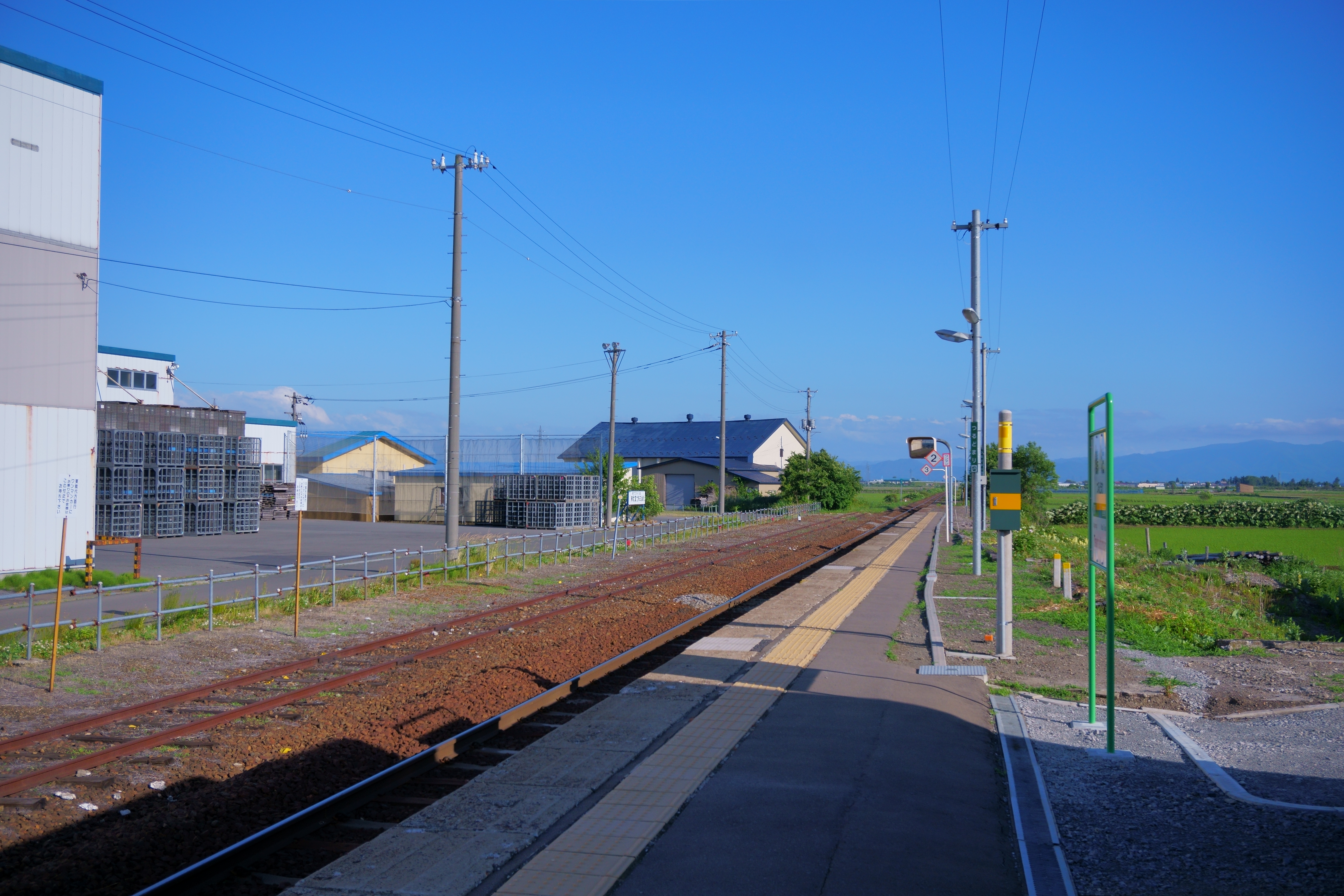
ホーム

単式ホーム1面1線を持つ地上駅である。駅舎は2020年（令和2年）に落成した木造平屋建て15.5平方メートルのもので、鶴のモチーフを駅舎正面窓にデザインしている。また、それ以前の駅舎のイメージを取り込んでいる。
弘前統括センター（五所川原駅）管理の無人駅である。

## 利用状況
JR東日本によると、2000年度（平成12年度）- 2014年度（平成26年度）の1日平均乗車人員の推移は以下のとおりであった。
| 1日平均乗車人員推移 | 1日平均乗車人員推移 | 1日平均乗車人員推移 | 1日平均乗車人員推移 | 1日平均乗車人員推移 |
| 年度                | 定期外              | 定期                | 合計                | 出典                |
| ------------------- | ------------------- | ------------------- | ------------------- | ------------------- |
| 2000年（平成12年）  |                     |                     | 91                  | [ 利用客数 1 ]      |
| 2001年（平成13年）  |                     |                     | 88                  | [ 利用客数 2 ]      |
| 2002年（平成14年）  |                     |                     | 87                  | [ 利用客数 3 ]      |
| 2003年（平成15年）  |                     |                     | 80                  | [ 利用客数 4 ]      |
| 2004年（平成16年）  |                     |                     | 67                  | [ 利用客数 5 ]      |
| 2005年（平成17年）  |                     |                     | 58                  | [ 利用客数 6 ]      |
| 2006年（平成18年）  |                     |                     | 58                  | [ 利用客数 7 ]      |
| 2007年（平成19年）  |                     |                     | 60                  | [ 利用客数 8 ]      |
| 2008年（平成20年）  |                     |                     | 56                  | [ 利用客数 9 ]      |
| 2009年（平成21年）  |                     |                     | 54                  | [ 利用客数 10 ]     |
| 2010年（平成22年）  |                     |                     | 52                  | [ 利用客数 11 ]     |
| 2011年（平成23年）  |                     |                     | 46                  | [ 利用客数 12 ]     |
| 2012年（平成24年）  | 10                  | 37                  | 47                  | [ 利用客数 13 ]     |
| 2013年（平成25年）  | 9                   | 41                  | 50                  | [ 利用客数 14 ]     |
| 2014年（平成26年）  | 9                   | 33                  | 42                  | [ 利用客数 15 ]     |

## 駅周辺
- 青森県道240号鶴泊停車場線
- 青森県道249号鶴泊停車場胡桃館線
- ファミリーマート鶴田境店
- 道の駅つるた[2]
- 国道339号バイパス

## 隣の駅
東日本旅客鉄道（JR東日本）
■五能線
□快速（上りのみ）・■普通
陸奥鶴田駅 - 鶴泊駅 - *掛落林駅 - 板柳駅
*打消線は廃駅

### 記事本文